# Ypthima papuana
Ypthima papuana är en fjärilsart som beskrevs av Hans Fruhstorfer 1911. Ypthima papuana ingår i släktet Ypthima och familjen praktfjärilar. Inga underarter finns listade i Catalogue of Life.